# Карбалия
Карбалия (гаг. Kirbaali, рум. Carbalia) — село-анклав Вулканештского округа в автономном территориальном образовании Гагаузия, в Молдове, образует отдельную коммуну.

## География
Вдоль западной окраины села, по направлению с северо-запада на юго-восток протекает река Большая Салчия (правый приток реки Ялпуг).

## Население
По данным переписи 2004 года, население образуют в основном гагаузы — 375 человек, живут также молдаване — 78, болгары — 32, украинцы — 23, русские — 18. А в 1930 году была проведена генеральная перепись Румынии. В Карбалии тогда жили 746 человек, из которых 558 гагаузов, 88 болгар, 69 румын, 22 русских, 7 греков, 1 немец, 1 поляк.

## Известные уроженцы
- Гаврил Аркадьевич Гайдаржи (1937—1998) — учёный и общественный деятель.